# NGC 1634
NGC 1634 في الفهرس العام الجديد، هي مجرة، تقع في كوكبة الثور (كوكبة). اكتشفت في 9 ديسمبر 1798 بواسطة ويليام هيرشل.

## روابط خارجية
- NGC 1634 على موقع ويكي سكاي: DSS2, SDSS, GALEX, IRAS, Hydrogen α, X-Ray, Astrophoto, Sky Map, Articles and images